# Nordijska kombinacija na Zimskih olimpijskih igrah 1956
Nordijska kombinacija na Zimskih olimpijskih igrah 1956.

## Rezultati
| Poz    | Tekmovalec                | Rezultat |
| ------ | ------------------------- | -------- |
| Zlato  | Sverre Stenersen          | 455,000  |
| Srebro | Bengt Eriksson            | 437,400  |
| Bron   | Franciszek Gąsienica Groń | 436,800  |
| 4      | Paavo Korhonen            | 435,597  |
| 5      | Arne Barhaugen            | 435,581  |
| 6      | Tormod Knutsen            | 435,000  |
| 7      | Nikolaj Gusakov           | 432,300  |
| 8      | Alfredo Prucker           | 431,100  |